# The Haunting of Hill House
The Haunting of Hill House (bra: A Maldição da Residência Hill; prt: A Maldição de Hill House) é a primeira temporada da série de televisão antológica de terror sobrenatural americana The Haunting, criada por Mike Flanagan, e produzida pela Amblin Television e Paramount Television, para a Netflix. É baseado no livro de 1959 do mesmo nome de Shirley Jackson. A temporada estreou na Netflix em 12 de outubro de 2018 e contou com 10 episódios.
A trama alterna entre duas linhas do tempo, seguindo cinco irmãos adultos cujas experiências paranormais na Hill House continuam a assombrá-los nos dias atuais, e flashbacks retratando eventos que antecederam a noite agitada em 1992, quando a família fugiu da mansão. O elenco do conjunto apresenta Michiel Huisman, Elizabeth Reaser, Oliver Jackson-Cohen, Kate Siegel e Victoria Pedretti como as contrapartes adultas dos irmãos, com Carla Gugino e Henry Thomas como pais Olivia e Hugh Crain e Timothy Hutton aparecendo como uma versão mais velha de Hugh.
The Haunting of Hill House recebeu aclamação da crítica, especialmente por seus valores de atuação, direção e produção, com muitos chamando-a de uma "história de fantasmas eficaz". Uma segunda temporada com uma história e personagens diferentes, intitulada The Haunting of Bly Manor e baseada no romance de 1898 The Turn of the Screw, de Henry James, foi encomendada em 2019 e lançada em 2020.

## Enredo
No verão de 1992, Hugh e Olivia Crain com seus filhos, Shirley, Steven, Theodora e os gêmeos Luke e Nell “Eleanor”, se mudam para a Mansão Hill. O objetivo é reformar a velha mansão para depois vendê-la por um preço mais alto. 
Entretanto, elementos sobrenaturais presentes na casa vão interferir nos planos dos Crain de maneira trágica e deixar marcas profundas na família.
Anos depois, outro evento envolvendo a Mansão Hill volta a envolver a família Crain. Agora, os irmãos crescidos terão que lidar com vários fantasmas do passado, tanto no sentido psicológico como sobrenatural. A velha Residência Hill estabeleceu uma ligação forte com a família Crain e, aparentemente, quer todos de volta, talvez para sempre.

## Elenco e personagens

### Principal
- Michiel Huisman como Steven Crain,[4] o filho mais velho da família, que se tornou escritor de livros de terror e ficou famoso por escrever sobre a experiência de sua família em Hill House.
- Carla Gugino como Olivia Crain,[5] a mãe da família, que desenha casas.
- Henry Thomas como o jovem Hugh Crain.[6]
- Elizabeth Reaser como Shirley Crain,[6] a filha mais velha da família, que se tornou tanatopraxista e trabalha administrando um necrotério junto com o marido Kevin (Antony Ruivivar).
- Oliver Jackson-Cohen como Luke Crain,[7] filho mais novo da família, gêmeo de Eleanor, viciado em heroína e que está em recuperação.
- Kate Siegel como Theodora "Theo" Crain,[6] a filha do meio da família, que se tornou psicóloga infantil.
- Victoria Pedretti como Eleanor "Nell" Crain,[8] filha mais nova da família, gêmea de Luke, nunca se recuperou totalmente da assombração que experimentou enquanto morava em Hill House e se tornou mentalmente instável.
- Lulu Wilson como jovem Shirley.[8]
- Mckenna Grace como jovem Theo.[9]
- Paxton Singleton como o jovem Steven.[10]
- Julian Hilliard como jovem Luke.[10]
- Violet McGraw como jovem Nell.[9]
- Timothy Hutton como Hugh Crain,[11] o pai da família, que reforma casas.

### Recorrente
- Jordane Christie como Arthur Vance, era o marido de Eleanor Crain.
- Levy Tran como Trish Park, é a amante de Theodora Crain.
- Anthony Ruivivar como Kavin Harris, trabalha administrando um necrotério junto com a esposa Shirley Crain.
- Samantha Sloyan como Leigh Crain, esposa de Steven Crain.
- Annabeth Gish como Sra. Clara Dudley, esposa do zelador da Hill House.
- Robert Longstreet como Mr. Horace Dudley, zelador da Hill House.
- Olive Elise Abercrombie como Abigail Dudley, filha de Clara Dudley e Horace Dudley, brinca na floresta com Luke.

## Episódios
| N.º na série | N.º na temp. | Título                 | Dirigido por  | Escrito por                   | Lançamento            |
| --- | ------------ | ---------------------- | ------------- | ----------------------------- | --------------------- |
| 1 | 1            | "Steven Sees a Ghost"  | Mike Flanagan | Mike Flanagan                 | 12 de outubro de 2018 |
| Steven Crain é um autor conhecido por The Haunting of Hill House, um romance autobiográfico sobre sua experiência de infância enquanto reside na mansão assombrada junto com os pais Hugh e Olivia, e seus irmãos mais novos Shirley, Theo, Nell e Luke. Durante sua estadia, a família Crain encontra ocorrências paranormais e é forçada a fugir sem Olivia, que morre dentro da casa, traumatizando o resto da família. Anos mais tarde, Steven usou as experiências traumáticas de sua família para escrever seu livro, esticando os laços com seus irmãos. Embora tenha se tornado um best-seller, Steven não presenciou a maioria das experiências assustadoras e não acredita no paranormal. Theo vai a um bar onde ela flerta com uma mulher, Trish, e vai para casa com ela. Steven e Shirley sentem falta de Nell, então ligam para Hugh e também expressam preocupação com Luke, que se tornou um viciado. Steven volta para casa, onde vê Luke tentando sair com algum equipamento que foi roubado de seu apartamento. Quando Steven entra no apartamento, ele encontra Nell lá. Enquanto fala com ela, Steven recebe uma ligação de Hugh informando que Nell foi para Hill House e morreu. Steven percebe que Nell é um fantasma. |              |                        |               |                               |                       |
| 2 | 2            | "Open Casket"          | Mike Flanagan | Mike Flanagan                 | 12 de outubro de 2018 |
| Em flashbacks de infância na Hill House, Shirley encontra uma caixa de gatinhos localizada em uma cabana próxima à casa, e consegue convencer seus pais a deixá-la levar os gatos para dentro da casa. No entanto, todos os gatinhos acabam morrendo, o que afeta profundamente e perturba Shirley, que fica obcecada porque ela não poderia consertá-los. Algum tempo depois que ela e sua família deixaram Hill House, um funeral é realizado para Olivia e uma Shirley inicialmente perturbada fica surpresa e admirada que o agente funerário foi capaz de "consertar" sua mãe. Quando adulta, Shirley agora é uma agente funerária que possui um negócio funerário ao lado de seu marido, Kevin, e aluga uma casa de hóspedes para Theo, que agora é uma terapeuta infantil. Shirley logo recebe uma ligação de Steven, que a informa da morte de Nell. Perturbada e abalada, ela pede que o corpo de Nell seja trazido até ela e ela embalsama a irmã. No entanto, após completar o embalsamamento, Shirley sofre um susto quando encontra um fantasma de seu passado. |              |                        |               |                               |                       |
| 3 | 3            | "Touch"                | Mike Flanagan | Liz Phang                     | 12 de outubro de 2018 |
| Flashbacks revelam que Theo é capaz de ler e perceber sentimentos de pessoas quando ela os toca, ou seus objetos, com as próprias mãos. Um incidente com Luke o leva a um porão secreto que não foi mapeado nas plantas da casa, onde ele encontra um fantasma que o ataca. Luke está chateado por ninguém acreditar nele, então Theo investiga e encontra uma porta escondida que leva ao porão. Olívia revela a Theo que sua avó era "sensitiva" e dá a Theo um par de luvas para proteger suas mãos. No presente, enquanto trabalha como terapeuta para crianças em lares adotivos, Theo se depara com uma criança que ela não pode "ler" e que afirma ser atormentada pelo "Sr. Smiley", um monstro que vive no porão. Theo vai até a casa onde a menina mora e descobre a verdade da situação através de seu toque; o pai adotivo estava molestando a menina e o Sr. Smiley foi uma manifestação do abuso. Theo entra em contato com as autoridades e o pai adotivo é preso. Depois, Theo vai ao necrotério, tira as luvas e toca na testa de Nell. Theo então cai e grita. Mais tarde, Theo se abre sobre si mesma para Trish. Um flashback de sua última noite na Hill House revela imagens perturbadoras quando Theo toca seu pai na saída, onde ela vê Hugh e Olivia lutando e Olivia sendo empurrada contra a parede e batendo sua cabeça. |              |                        |               |                               |                       |
| 4 | 4            | "The Twin Thing"       | Mike Flanagan | Scott Kosar                   | 12 de outubro de 2018 |
| Quando criança, Luke estava frustrado por sua família nunca ter acreditado nele. Ele encontra uma amiga chamada Abigail, que toda a família insiste que é imaginária. Luke carrega um chapéu de boliche que sua mãe encontra no sótão e o usa com frequência. No presente, Luke está agora 90 dias limpo e determinado a ficar assim. Luke e Nell têm compartilhado uma "coisa de gêmeos" desde o nascimento, e cada um é capaz de sentir as doenças físicas do outro. O melhor amigo do Luke na casa de recuperação, Joey, foge para se drogar, e Luke o segue depois. De volta ao passado, Luke acorda uma noite e encontra o espírito de um homem alto que vem pegar seu chapéu de boliche de Luke. No presente, Luke encontra seu amigo, mas durante sua busca, Luke se sente naturalmente frio e duro. Sem dinheiro para um lugar para ficar, Luke invade o apartamento de Steve para roubar itens e vender. Joey pega o dinheiro e desaparece e mais tarde Luke é assaltado, deixando-o sem sapatos e vagando com o homem de chapéu seguindo-o. A sensação de frio de antes é insuportável e Luke liga para a casa de recuperação para implorar para ser aceito novamente. Steven informa Luke sobre a morte de Nell e Luke afirma que não foi suicídio.                                                                                       |              |                        |               |                               |                       |
| 5 | 5            | "The Bent-Neck Lady"   | Mike Flanagan | Meredith Averill              | 12 de outubro de 2018 |
| Quando criança, Nell é atormentada por uma aparição que ela chama de "Bent-Neck Lady" (Moça do pescoço torto), uma figura fantasmagórica com o pescoço quebrado que fica ao pé de sua cama enquanto ela é incapaz de se mover. A adulta Nell procura um tecnólogo do sono, Arthur, para tratar sua paralisia do sono. Os dois imediatamente se deram bem e eventualmente se casam. Durante um episódio de paralisia do sono, Arthur sofre um aneurisma cerebral repentino e morre, enquanto Nell vê a 'Bent-Neck Lady" novamente. Nell começa a usar sua medicação cada vez menos, causando cismas com Theo e Steven. Em seu estado quebrado, e convencida por seu terapeuta de que a Hill House é "apenas uma carcaça na floresta", Nell dirige para casa. Ela entra na casa e encontra um cenário idílico de sua família em uma mansão lindamente renovada. Ela sobe ao topo da escadaria, coloca uma corda em volta do pescoço, que ela imagina que seja o medalhão de sua mãe, e é empurrada da borda pelo esprírito de sua mãe. Na queda, ela acaba quebrando seu pescoço. Quando Nell morre, ela se vê viajar pelo passado revelando que ela mesma é a "Bent-Neck Lady" assombrando seu eu mais jovem. |              |                        |               |                               |                       |
| 6 | 6            | "Two Storms"           | Mike Flanagan | Mike Flanagan & Jeff Howard   | 12 de outubro de 2018 |
| O episódio alterna entre duas tempestades: uma que a família experimentou no passado, na Hill House, a outra no presente, na noite anterior ao funeral de Nell, com toda a reunião da família Crain na funerária para ver o corpo de Nell, juntos na mesma sala pela primeira vez desde que deixaram a casa. Durante a tempestade no passado, Nell desapareceu. Enquanto procura por ela, Olivia vê espíritos na casa, e entra em um estado de fuga, agindo estranhamente e diferente de si mesma. As crianças veem uma criatura em casa. Nell é encontrada, e ela diz que esteve lá o tempo todo, mas eles não puderam vê-la. Na funerária, no presente, os Crains compartilham memórias de Nell. Coisas estranhas acontecem: Steve vê um flash do fantasma de sua mãe, a energia elétrica acaba, algo está interferindo com o corpo de Nell, e Hugh às vezes parece falar consigo mesmo. A família exige respostas de Hugh sobre o que aconteceu naquela última noite na Hill House, levando a vários confrontos e revelações. Os ânimos aumentam e os argumentos se tornam desagradáveis. Isso ocorre até o caixão de Nell cair sozinho, interrompendo as brigas. O espírito de Nell esteve na sala o tempo todo enquanto lutavam, embora ninguém pudesse vê-la.                                                                                  |              |                        |               |                               |                       |
| 7 | 7            | "Eulogy"               | Mike Flanagan | Charise Castro Smith          | 12 de outubro de 2018 |
| Hugh está se vestindo e se preparando para o funeral, revelando que ele tem falado com Olivia. Hugh tenta falar com Shirley, que não coopera, mas tem mais sorte com Theo, e os dois conversam sobre os erros um do outro e fazem as pazes. Durante o funeral, Hugh tenta se reconectar com seus filhos. No passado, Hugh avalia a casa por danos causados pela tempestade, umidade e vazamento, mas ele não consegue encontrar uma fonte. O Sr. Dudley ajuda Hugh, revelando um pouco da história dos ocupantes anteriores da casa. Dudley sugere a Olivia que ela precisa passar um tempo longe de casa, compartilhando algumas das experiências estranhas que ele e a Sra. Dudley tiveram. Hugh e Olivia concordam que ela precisa passar algum tempo fora quando seu comportamento se torna perturbador e perigoso. Hugh descobre a fonte da umidade e resolve o desaparecimento de William Hill, o dono original. O fantasma de Olivia aparece duas vezes, atacando Luke no funeral e, em seguida, Hugh e Theo no escritório de Shirley. Ela também colocou botões sobre os olhos do cadáver de Nell. Luke desaparece depois do funeral. |              |                        |               |                               |                       |
| 8 | 8            | "Witness Marks"        | Mike Flanagan | Jeff Howard & Rebecca Klingel | 12 de outubro de 2018 |
| Steven e Hugh dirigem para encontrar Luke. Steven acredita que os problemas da família são mentais e explica que ele foi submetido a uma vasectomia para evitar espalhar a "doença" de sua família. Shirley e Theo ficam na funerária para ver se Luke usará o cartão de crédito roubado. Elas têm uma discussão e são assustadas por batidas inexplicáveis através das paredes. Shirley recebe uma notificação de Luke usando o cartão de crédito para gasolina, em um posto de gasolina a caminho da Hill House. Hugh revela a Steven que enquanto ele morava na casa, Steven estava vendo fantasmas o tempo todo e que ele só não percebeu que eram fantasmas. Ele também explica que Steven e seus irmãos são como "uma refeição inacabada" para a Hill House. Shirley e Theo decidem dirigir até a Hill House, enquanto continuam discutindo uma com a outra. O fantasma da Nell assusta-as durante a discussão, até que elas consertam o vínculo. Luke chega à Hill House e tenta queimá-la, só para ser pego de surpresa por uma visão de Olivia e outro fantasma, que incapacita Luke. |              |                        |               |                               |                       |
| 9 | 9            | "Screaming Meemies"    | Mike Flanagan | Meredith Averill              | 12 de outubro de 2018 |
| Em um flashback, Hugh encontra Olivia, Nell e Luke dormindo em um sofá, e ela diz a ele que desejava que as crianças pudessem ficar assim para sempre. Quando ela entra pela porta da sala de leitura, ela entra no necrotério contendo os corpos dos adultos Nell e Luke, onde Nell fala com ela. Ela acorda no meio da noite e encontra o fantasma de Poppy Hill. Olivia concorda em deixar a Hill House na manhã seguinte para descansar na casa de sua irmã, Janet, mas na verdade se hospeda em um hotel próximo. Ela retorna à Hill House e a última noite da família na mansão começa a se desenrolar quando uma Olivia instável desperta os gêmeos e Abigail, que estava hospedada durante a noite, para uma festa de chá no Quarto Vermelho. Shirley notou sua mãe se comportando estranhamente na cozinha e acorda Hugh. Ele percebe que Olivia tomou chá contaminado com veneno de rato e é capaz de intervir antes de Luke e Nell beberem o chá, mas chegou tarde demais para salvar Abigail. Hugh tira as crianças de casa, deixando uma Olivia horrorizada para trás, que morre quando ela cai do topo da escada em espiral. |              |                        |               |                               |                       |
| 10 | 10           | "Silence Lay Steadily" | Mike Flanagan | Mike Flanagan                 | 12 de outubro de 2018 |
| Steven e Hugh veem Luke inconsciente na Sala Vermelha depois de não conseguir queimar a Hill House. Steven fica trancado no quarto e acorda de um pesadelo e encontra Luke perto da morte enquanto Theo e Shirley acordam depois de experimentar sonhos reveladores sobre suas vidas. No sonho de Luke, ele surge dentro de uma sala e encontra Olivia, Abigail e uma jovem Nell. Olivia quer que ele fique, mas Nell diz para ele ir embora. Ele acorda ofegante e aponta para o espectro de Nell como tendo salvado ele. Nell explica que a Sala Vermelha é o "estômago" da casa e o quarto em que cada um deles tinha vivido uma fantasia pessoal. Antes de desaparecer, ela assegura-lhes que todos eles se amavam completamente. O fantasma de Olivia diz a Poppy para ficar longe de Hugh. Olivia não quer que seus filhos vão embora, mas Hugh a convence a abrir a porta e deixá-los ir. Hugh e Steven ficam para trás e a morte de Olivia e suas consequências são reveladas. Os Dudleys eram pais de Abigail e convenceram o jovem Hugh a manter a morte de Abigail em segredo. Hugh, que já tinha morrido, entra na sala e se junta a Olivia e Nell. Dois anos depois, os irmãos, com laços reconciliados, celebram a sobriedade de Luke junto com seus parceiros.                                                                        |              |                        |               |                               |                       |

## Produção

### Desenvolvimento
Em 10 de abril de 2017, a Netflix anunciou que havia encomendado uma adaptação de 10 episódios do clássico romance de terror The Haunting of Hill House, com Mike Flanagan e Trevor Macy como produtores executivos, e Amblin Television e Paramount Television como co-produtoras. É a primeira série com script feita para Netflix pela Amblin.
A produção da série começou em outubro de 2017 em Atlanta, Geórgia, com filmagens na cidade e nos arredores. Bisham Manor, antigo nome da propriedade localizada em LaGrange, servia como o exterior da "Hill House". Os cenários internos da casa foram filmados no EUE/Screen Gem Studios em Atlanta.

### Sequência
Em 21 de fevereiro de 2019, a Netflix encomendou uma segunda parcela da série, tornando-a uma antologia intitulada The Haunting. A segunda temporada, intitulada The Haunting of Bly Manor, é baseada em The Turn of the Screw de Henry James. A sequência foi lançada em 9 de outubro de 2020.

## Recepção

### Resposta da crítica
The Haunting of Hill House foi aclamado pela crítica após o seu lançamento. No Rotten Tomatoes tem uma classificação de 93% com base em 96 comentários, com uma classificação média de 8.46/10. O consenso crítico do site diz: "The Haunting of Hill House é uma história de fantasmas eficaz, cuja expectativa cada vez maior é tão satisfatória quanto sua recompensa assustadora." Metacritic deu à série uma pontuação de 79 em 100, indicando "aclamação universal", baseada em 18 críticos.
Corrine Corrodus do The Telegraph deu à série uma classificação de 5/5, chamando-a de "a série de terror mais complexa e completa do seu tempo". Brian Tallerico, da RogerEbert.com, elogiou unanimemente a adaptação da Netflix, chamando-a de "visualização essencial" e afirmando que "[a série] contém algumas das imagens de horror mais inesquecíveis do cinema ou da televisão nos últimos anos". David Griffin, da IGN, deu à série uma classificação de 9,5 em 10, "Amazing", chamando-a de "um drama familiar soberbo e aterrorizante", e Paul Tassi da Forbes descreveu-a como "absolutamente fantástico" e afirmou que "pode realmente ser o melhor programa original da Netflix de todos os tempos."
O autor de terror Stephen King, que tem uma admiração considerável pelo romance de Jackson, tuitou sobre a série: "Normalmente não ligo para esse tipo de revisionismo, mas isso é ótimo. Quase uma obra de gênio, na verdade. Acho que Shirley Jackson aprovaria, mas quem sabe ao certo."

O cineasta Quentin Tarantino, em entrevista ao The Jerusalem Post disse: "Minha série favorita da Netflix, sem competição, é The Haunting of Hill House."

### Prêmios e indicações
| Ano  | Prêmio                          | Categoria                                                          | Indicado | Resultado | Ref.   |
| ---- | ------------------------------- | ------------------------------------------------------------------ | --- | --------- | ------ |
| 2019 | Writers Guild of America Awards | Nova Série                                                         | Meredith Averill, Charise Castro Smith, Mike Flanagan, Jeff Howard, Rebecca Leigh Klingel, Scott Kosar, Liz Phang | Indicado  | [ 27 ] |
| 2019 | Art Directors Guild Awards      | Período de uma hora ou série de televisão com câmera única         | Patricio M. Farrell                                                                                               | Indicado  | [ 28 ] |
| 2019 | Fangoria Chainsaw Awards        | Melhor Series                                                      | Mike Flanagan | Venceu    | [ 29 ] |
| 2019 | Bram Stoker Award               | Conquista superior em um roteiro                                   | Meredith Averill por "The Bent-Neck Lady"                                                                         | Venceu    | [ 30 ] |
| 2019 | Saturn Awards                   | Melhor série de terror e suspense em streaming                     | The Haunting of Hill House                                                                                        | Indicado  | [ 31 ] |
| 2019 | Saturn Awards                   | Melhor ator em uma apresentação em série de streaming              | Henry Thomas | Venceu    | [ 31 ] |
| 2019 | Saturn Awards                   | Melhor atriz em uma apresentação em série de streaming             | Carla Gugino | Indicado  | [ 31 ] |
| 2019 | Saturn Awards                   | Melhor ator coadjuvante em uma apresentação em série de streaming  | Michiel Huisman                                                                                                   | Indicado  | [ 31 ] |
| 2019 | Saturn Awards                   | Melhor ator coadjuvante em uma apresentação em série de streaming  | Timothy Hutton | Indicado  | [ 31 ] |
| 2019 | Saturn Awards                   | Melhor atriz coadjuvante em uma apresentação em série de streaming | Victoria Pedretti                                                                                                 | Indicado  | [ 31 ] |

## Lançamento em DVD
| The Haunting of Hill House                                                                    |                                                                                               |                                                                                               | | | |
| Detalhes do DVD                                                                               | Detalhes do DVD                                                                               | Detalhes do DVD                                                                               | Características Especiais | Características Especiais | Características Especiais |
| - 4 discos - 10 episódios - Áudio em inglês (Dolby Digital 5.1 Surround) - Legendas em inglês | - 4 discos - 10 episódios - Áudio em inglês (Dolby Digital 5.1 Surround) - Legendas em inglês | - 4 discos - 10 episódios - Áudio em inglês (Dolby Digital 5.1 Surround) - Legendas em inglês | - Versão estendida do diretor (3 episódios) - Comentário em áudio da versão estendida do diretor pelo criador e diretor Mike Flanagan (3 episódios) - Comentário em áudio do criador e diretor Mike Flanagan (1 episódio) | - Versão estendida do diretor (3 episódios) - Comentário em áudio da versão estendida do diretor pelo criador e diretor Mike Flanagan (3 episódios) - Comentário em áudio do criador e diretor Mike Flanagan (1 episódio) | - Versão estendida do diretor (3 episódios) - Comentário em áudio da versão estendida do diretor pelo criador e diretor Mike Flanagan (3 episódios) - Comentário em áudio do criador e diretor Mike Flanagan (1 episódio) |
| Datas de lançamento                                                                           |                                                                                               |                                                                                               | | | |
| Região 1                                                                                      | Região 1                                                                                      | Região 2                                                                                      | Região 2 | Região 4 | Região 4 |
| 15 de outubro de 2019                                                                         | 15 de outubro de 2019                                                                         | —                                                                                             | — | — | — |